# Kyōko Aizome
Kyōko Aizome pronunciaciónⓘ (en japonés: 愛染 恭子; romanizado: Aizome Kyōko) (Noda, 9 de febrero de 1958) es una actriz y directora, AV Idol, gravure model, escritora y cantante japonesa, reconocida por ser de las primeras actrices pornográficas que comenzó a actuar en la industria nipona.

## Vida y carrera

### Primeros años
Nació con el nombre de Kyoko Yamazaki en Noda, ciudad de la prefectura de Chiba. Creció en un hogar con problemas. Su padre era un oficial de policía que golpeaba a su esposa. Sus padres se divorciaron alrededor de 1974, cuando tenía 16 años. Poco después de graduarse de la escuela secundaria, Aizome fue descubierta en el barrio de Shinjuku de Tokio por un fotógrafo de revistas de desnudos. Comenzaba así su internada en la industria del entretenimiento para adultos, comenzando su carrera como modelo de desnudos, erótica y gravure model.

### Daydream
El cineasta Tetsuji Takechi, uno de los directores pioneros en el género de las películas Pinky Violence (Roman Porno), descubrió a Takechi en una de sus primeras apariciones en revistas para adultos. En 1964, Tesuji había dirigido Daydream, una de las obras clave del subgénero en Japón, especialmente extendido durante las décadas de 1960 y 1970. Eligió a Aizome para protagonizar su remake hardcore de esta película, también llamada Daydream (1981), dando a la actriz su debut en el papel principal. Supuso la primera película pornográfica (de carácter hardcore) estrenada en cines. Aizome se sumó a la controversia en torno a la película al admitir haber realizado relaciones sexuales reales frente a la cámara. Aunque, como lo requería la ley japonesa, los órganos sexuales y el vello púbico estaban empañados en la pantalla, el diario Asahi Shimbun la declaró la primera película pornográfica hardcore de Japón. En 1981, los AV (videos para adultos) estaban comenzando a conquistar a la audiencia de entretenimiento para adultos en el país asiático, pero la película se convirtió en un éxito entre la audiencia. También se distribuyeron ilegalmente copias sin censura de la película.

### Actuaciones posteriores
Tras el estreno y éxito de Daydream, Aizome pasó a ser uno de los reclamos activos en la prolífica industria japonesa de videos para adultos y de películas de pinky violence. Hizo su debut en la aún joven industria audiovisual en noviembre de 1981 con April of Lust para el director Tadashi Yoyogi, convirtiéndola en una de las primeras AV Idols de Japón. Su nombre se convirtió en una herramienta de marketing y se utilizó en los títulos de estrenos teatrales posteriores como Somber Reminiscence de Yoyogi Kyōko Aizome (1983) y Kyōko Aizome's Widow's Boarding House de Shin'ya Yamamoto (1984).
La fama de Aizome también la llevó a embarcarse en una exitosa carrera de actuación en vivo en el estriptis, que duró hasta su retiro en julio de 1994. Mientras se dedicaba a desnudarse, fue arrestada dos veces en 1983 por exposición indecente. Usó su tiempo en la cárcel para revisar su carrera y volver a dedicarse a una vida en el entretenimiento para adultos. También resolvió construir una casa de dos pisos y seis habitaciones en la prefectura de Chiba, que le dio a su madre.
Alrededor de 1986, en una de sus actuaciones más notables, Aizome hizo restaurar quirúrgicamente su himen para que pudiera romperse durante la película. Anteriormente, un procedimiento común, las restauraciones de himen cayeron en desgracia en Japón en la época en que Aizome lo usó. El médico que realizó la restauración relató que la última vez que se hizo esta cirugía fue a una pareja de 50 años que, tras ver la película de Aizome, deseaba someterse a la operación para su segunda luna de miel. En un artículo sobre el procedimiento, Aizome relató al diario Shukan Bunshun: "Pasaron un hilo casi como una cuerda de piano a través de la entrada de mi vagina y lo tiraron como un cordón para recrear el himen. Le dan a sus partes íntimas un anestésico local, por lo que la operación en sí no duele mucho. Realmente me sentí virgen de nuevo".
Aizome ganó una audiencia internacional en la película Traci Takes Tokyo de 1986, dirigida por Steven Cartier y coprotagonizada por la actriz pornográfica estadounidense Traci Lords. Con su nombre mal acreditado como "Kyōko Izoma", el video porno fue filmado en Tokio antes del escándalo de Lords, por el que se le acusó de haber grabado sus primeras películas pornográficas siendo menor, por lo que dicha cinta, así como muchas otras grabadas en ese período, pasó a ser ilegal en los Estados Unidos.
Takechi Tetsuji filmó Daydream por tercera vez en 1987, ahora como Daydream 2 (Hakujitsumu Zoku), y nuevamente contrató a Aizome para el papel principal. Según los Weisser, cada filmación de Daydream se había vuelto progresivamente más explotadora, y la última, importada a los Estados Unidos bajo el título Captured For Sex, tenía los valores de producción más bajos y se centraba más en el sexo y en presentar un mayor contenido explícito.

### Últimos años y retiro
Se retiró de las actuaciones regulares en la industria AV en 1994, pero continuó actuando en películas eróticas ocasionalmente en años posteriores. También trabajaría detrás de la cámara en la industria en diversos cargos, desde guionista hasta dirección. En 2001, Aizome estaba escribiendo una columna de consejos sobre sexo y salud para mujeres en Japón, titulada "Auntie Agony".
Se asoció con la "AV Queen" Hitomi Kobayashi en el estreno de 2001 Kyoko Aizome vs. Hitomi Kobayashi: Sexual Excitement Competition. Aizome protagonizó y dirigió la película, que fue estrenada por el distribuidor de pornografía de Nikkatsu, bajo su sello Excess films. Las dos actrices volvieron a protagonizar otro vídeo, nuevamente dirigido por Aizome, titulado Lesbian Wives, en el que ambas interpretaban a las esposas de dos jefes de la yakuza que se veían involucradas en una relación lésbica.
Dos años después, dirigió AV Lesbian Politicians (2003), que también coprotagonizó con la popular actriz AV Ai Kurosawa. A finales de 2003, dirigió y coprotagonizó con otra actriz AV "madura", Eri Kikuchi, la película de softcore Double G-Spot: Kyôko Aizome vs. Eri Kikuchi.
En octubre de 2005, protagonizó la película hardcore AV Widow's Obscene Desire, del estudio nipón Madonna, que le valió un premio a la Mejor actriz en los premios Moodyz de 2005. También apareció en un video adicional de dicho estudio, Mother and Son Incest, con Yume Imano, en mayo de 2006, cuando Aizome tenía 48 años.
Codirigiendo con Shinji Imaoka, Aizome filmó una cuarta versión de Daydream, lanzada el 5 de septiembre de 2009. En marzo de 2010, interpretó a la protagonista femenina Kikue, una anciana masoquista en The Slave Ship, una adaptación de la novela Dorei-bune, de Oniroku Dan. Seis meses después protagonizaba su vídeo de retiro Retirement, the Last Production, para el estudio Moodyz a los 52 años.